# Бобрицкий, Тимофей Иванович
Бобрицкий Тимофей Иванович (19 [31] декабря 1893 — 1965) — офицер российского и советского ВМФ, корабельный инженер, специалист в области судоподъёмных работ, главный корабельный инженер ЭПРОН, капитан 1 ранга.

## Биография
Родился 19 декабря 1893 года. Выходец из крестьянской семьи. В службе с 1913 года. В 1916 году окончил кораблестроительное отделение Морского инженерного училища в Кронштадте и 6 мая был произведён в подпоручики Корпуса корабельных инженеров.
Был направлен на службу в Черноморский флот младшим инженером Севастопольского военного порта. В 1917 году стал доковым инженером в Севастополе. С конца 1919 до 1924 года работал в Севастополе в качестве: инженера порта, корабельного инженера штаба флота, затем в конструкторском бюро судоподъёма сил Чёрного и Азовского морей. После этого в течение двух лет служил на Севастопольском судостроительном заводе. В октябре 1923 году руководил подъёмом подводной лодки «Пеликан», затопленной в 1920 году в Чёрном море. В феврале 1926 года перешёл на работу в ЭПРОН. Первая судоподъёмная операция, которую самостоятельно разработал и осуществил Т. И. Бобрицкий, была подъём эскадренного миноносца «Капитан-лейтенант Баранов» в Новороссийске. С 1928 года — главный корабельный инженер Южного округа ЭПРОН. В 1930 году назначен главным корабельным инженером Главного управления Экспедиции.
Под его руководством и проектам были подняты более 20 боевых кораблей и судов, в том числе 10 надводных кораблей и подводных лодок ЧФ, затопленных советскими властями, белыми и интервентами в годы Гражданской войны в Чёрном море.
В 1927—1928 годах разработал технический проект судоподъёмных работ, а в 1928 году руководил основными работами по подготовке и подъёму английской подводной лодки «L-55», затонувшей в 1918 году в Балтийском море. Операция по подъёму лодки длилась с 10 июня по 14 августа 1928 года и закончилась полным успехом. Лодка была поднята на поверхность с глубины 62 метра ступенчатым методом 21 июля 1928 года.
В 1927—1934 годах принимал участие в составлении «Технической энциклопедии» под редакцией Л. К. Мартенса, автор статей по тематике «судоподъём».
В 1930 году рассчитал основные технические данные проекта подъёма артиллерийских башен главного калибра линкоров «Императрица Мария» и «Свободная Россия» с помощью оригинального кольцевого понтона грузоподъёмностью 1 100 тонн.
Сделал эскизную проработку и определил основные параметры проекта первого советского судоподъёмного понтона грузоподъёмностью 200 тонн цилиндрической формы, который был создан в 1933 году и которые поступили на вооружение всех подразделений Экспедиции. В 1932 году награждён орденом Красной Звезды
В 1933 году руководил подъёмом ледокола «Садко». С 1934 года — начальник технического отдела Главного управления ЭПРОНа.
В 1937 году был репрессирован, находился в заключении. В 1944 году возглавлял проектную группу ЭПРОНа в Новороссийске, а затем в Бахчисарае. Группа была создана из специалистов судоподъёма, находящихся в заключении. За подъём лидера «Ташкент», осенью 1944 года, Т. И. Бобрицкий был освобождён из заключения. 6 ноября 1947 года был награждён вторым орденом Красной Звезды. В 1956 году судимость с него была снята, и он был реабилитирован.
После окончания Великой Отечественной войны, Т. И. Бобрицкий в звании капитана 1 ранга служил в 40 НИИ АСС ВМФ.
Умер в 1965 году.